# Gary Foord
Gary Foord (né le 14 septembre 1970 à Leicester) est un coureur cycliste britannique. Durant sa carrière, il pratique le VTT, le cyclo-cross et le cyclisme sur route.

## Palmarès en VTT

### Jeux olympiques
- Atlanta 1996
  - 12e du cross-country

### Coupe du monde
Coupe du monde de cross-country
- 1994 : vainqueur de la manche de Mammoth Lakes

### Championnats d'Europe
- Métabief 1994
  -  Médaillé d'argent du cross-country